# Alet (ö)
Alet är en öi Mikronesiska federationen. Den ligger i kommunen Polowat Municipality och delstaten Chuuk, i den västra delen av landet, 1 000 km väster om huvudstaden Palikir. Arean är 1,9 kvadratkilometer.
Öns högsta punkt är 28 meter över havet. Den sträcker sig 1,6 kilometer i nord-sydlig riktning, och 2,5 kilometer i öst-västlig riktning.